# غريفسيلد (كيبك)
غريفسيلد (بالإنجليزية: Gracefield, Quebec)‏ هي بلدية محلية في كيبيك تقع في كندا في La Vallée-de-la-Gatineau Regional County Municipality.  يقدر عدد سكانها بـ 2,355 نسمة ومساحتها 455.40 كم2 .